# Populus × generosa
Populus × generosa – mieszaniec międzygatunkowy powstały ze skrzyżowania topoli amerykańskiej z topolą kalifornijską. Po raz pierwszy została skrzyżowana w Kew Gardens w 1912.

## Morfologia
PokrójDrzewo o wysokości do 40 m. Korona pochylona i często łamliwa.
KoraKora ma jasnoszarą barwę. Jest płytko spękana.
LiścieLiście są gęsto osadzone. Duże, do 20 cm długości. Z wierzchu zielone, a od spodu białawo-zielone.

## Zmienność
Wyróżnia się odmiany uprawne:
- 'Beaupré' – odmiana wyhodowana w Belgii. Posiada wyjątkowo prosty pień. Charakteryzuje się bardzo szybkim wzrostem.
- 'Boelare' – odmiana wyhodowana w Belgii. Posiada duże liście. Ma prosty, jasny, gładki pień.